# Żelazowa Wola
Żelazowa Wola [ʐɛlaˈzɔva ˈvɔla] est un lieu-dit de la commune polonaise de Sochaczew (district de Sochaczew dans la voïvodie de Mazovie), particulièrement connu pour être le lieu de naissance du compositeur Frédéric Chopin.

## Présentation
Żelazowa Wola, situé à 8 kilomètres au nord-est de Sochaczew, se trouve à 46 kilomètres environ à l'ouest de Varsovie.
Son nom vient d'un nom de famille Żelazo (« fer ») et du mot wola qui désignait autrefois une localité bénéficiant d'une franchise de taxes (Wola ne signifie pas ici « la volonté », mais est en rapport avec le mot uwolniony (« libéré ») ; le nom du village pourrait donc être traduit « Villefranche de Żelazo »).
On lit souvent que Żelazowa Wola est le lieu de naissance d'un interprète renommé : le violoniste Henryk Szeryng (1918-1988). Il est né en réalité à Varsovie.

## Chopin à Żelazowa Wola
Frédéric Chopin y est né en 1810, et pour cette raison, Żelazowa Wola est sans doute le village le plus connu du pays.
Il fait alors partie de la commune et paroisse de Brochow (district de Sochaczew, département de Varsovie), dans le duché de Varsovie. Son père, Nicolas (1771-1844) y est employé depuis 1802 comme précepteur dans la famille de la comtesse Louise Skarbek (1765-1827), propriétaire du village, et s'est marié en 1806 avec une autre personne de la maisonnée, Justyna Krzyzanowska (1782-1861).
Chopin n'a pas vécu longtemps dans le village. Né à une date traditionnellement placée au 1er mars 1810, il a probablement été baptisé en urgence (« ondoyé ») dans la maison de ses parents, puis a été baptisé le 23 avril 1810 dans l'église de Brochow ; le même jour, il a été enregistré à l'état civil de Brochow par le curé de la paroisse, officier de l'état civil. Ses parents quittent Żelazowa Wola à la rentrée scolaire 1810, Nicolas devenant professeur au lycée de Varsovie.
Chopin y est revenu séjourner en 1823, auprès de la comtesse Skarbek, et en 1830 auprès de l'ancien élève de son père, Frédéric Skarbek (1792-1866), économiste, universitaire et haut fonctionnaire du royaume de Pologne. L'été 1830 est le dernier que Chopin passe en Pologne : début novembre, il part pour un voyage professionnel à Vienne. Peu après son départ, débute l'insurrection polonaise de 1830, dont la défaite en 1831 l'amène à faire le choix de l'exil.
Le village est aujourd'hui un lieu important de pèlerinage pour les amoureux de la musique du célèbre pianiste et compositeur polonais dont la maison natale, qui, en 1810, était une dépendance du manoir des Skarbek, accueille aujourd'hui un musée.

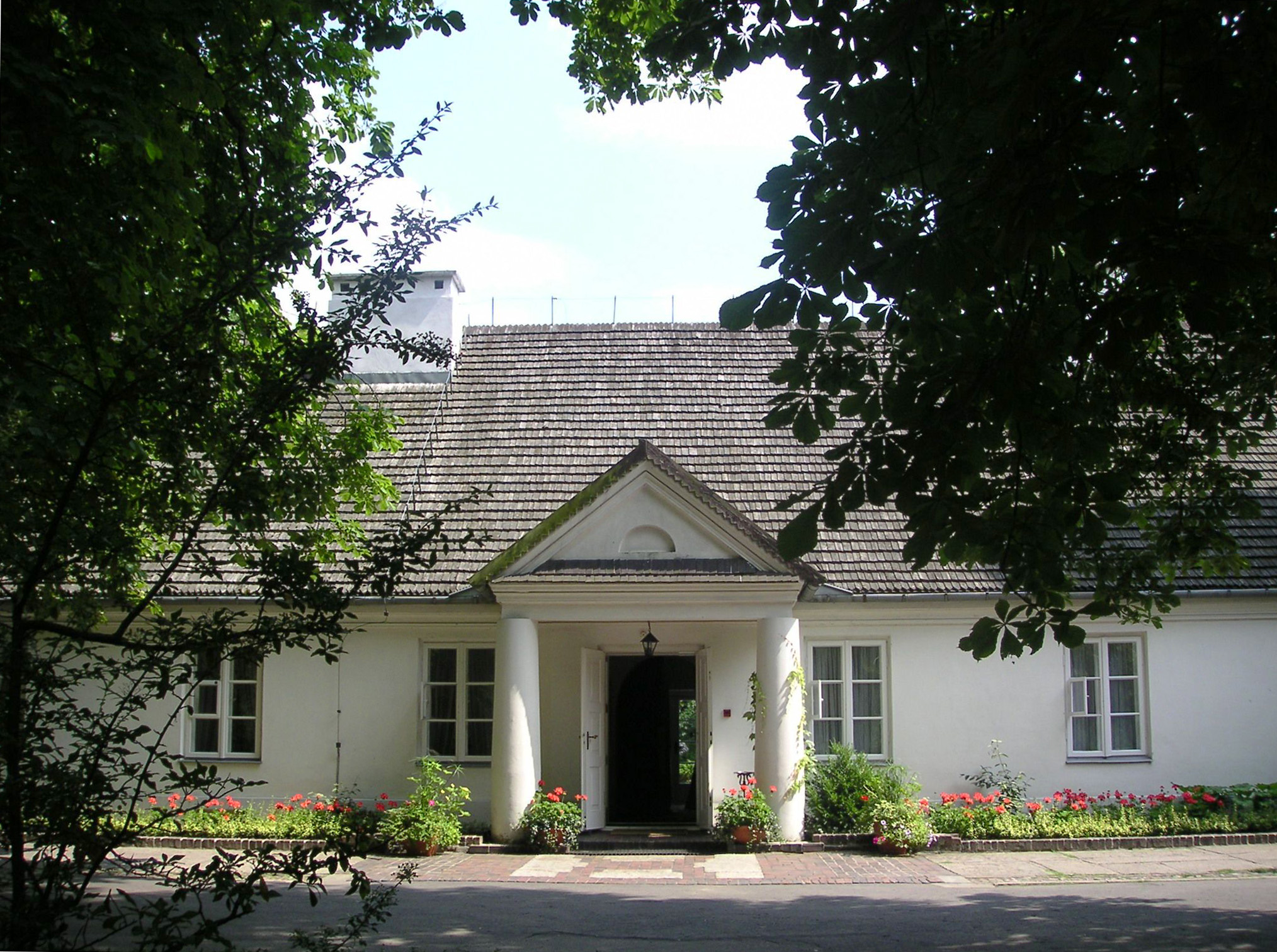
La maison natale de Chopin